# سروکاج زگیل‌دار
سروکاج زگیل‌دار (نام علمی: Callitris verrucosa) نام یک گونه از سرده سروکاج‌ها است.